# Абрамов, Валентин Алексеевич
Валентин Алексеевич Абрамов (21 февраля 1922, Москва — 28 апреля 1976, там же) — советский актёр театра и кино, заслуженный артист РСФСР.

## Биография
Валентин Абрамов родился 21 февраля 1922 года в Москве. В 1940—1946 годах служил в РККА на Дальнем Востоке. В 1951 году окончил Театральное училище имени М. С. Щепкина.
После окончания училища поступил в Театр имени К. С. Станиславского, где играл до 1960 года. В 1960—1963 годах был актёром Московского драматического театра на Малой Бронной.
С 1963 года служил в Московском драматическом театре имени А. С. Пушкина.
Кроме этого, был драматургом. Его пьеса была поставлена в театре им. Пушкина.
В кино дебютировал в 1951 году. Играл в таких известных картинах, как «Девушка без адреса», «Баллада о солдате», «Анискин и Фантомас». Дважды играл маршала Бориса Михайловича Шапошникова (в фильме «Море в огне» и киноэпопее «Блокада»). 
Валентин Абрамов всегда много курил, что послужило причиной его заболевания раком лёгких. Последние месяцы жизни он уже не мог работать, скончавшись в больнице в возрасте 54 лет 28 апреля 1976 года в Москве, похоронен на Донском кладбище (закрытый колумбарий).

## Награды и премии
- Заслуженный артист РСФСР (13.12.1973).

## Работы в театре
- 1972 — «Невольницы» А. Н. Островского (режиссёр Алексей Говорухо) — Мирон Ипатыч, старый лакей Стырова

## Фильмография
1. 1951 — Спортивная честь — болельщик (нет в титрах)
2. 1956 — Медовый месяц — Александр Михайлович Соколин, начальник строительства
3. 1956 — Карнавальная ночь — гость на вечере
4. 1957 — Девушка без адреса — милиционер, арестовавший Пашу
5. 1959 — Баллада о солдате — солдат-балагур
6. 1959 — Верные сердца — Пётр Григорьевич Чуб
7. 1959 — Особый подход — диктор в радиоузле вокзала
8. 1961 — Человек ниоткуда — судья на стадионе (нет в титрах)
9. 1963 — Секретарь обкома — Анатолий Михайлович Огнев, работник обкома
10. 1965 — Как вас теперь называть? — Ион Рамиреску, коммерсант из Гродно
11. 1967 — Крепкий орешек — штабной капитан
12. 1967 — Седьмой спутник — председатель домкомбеда
13. 1969 — Анна Снегина — Лабутя (поёт Л. Елисеев)
14. 1970 — Море в огне — маршал Шапошников
15. 1970 — Посланники вечности — эпизод
16. 1971 — Про Ромку и его друзей — Дмитрич
17. 1971 — Цена быстрых секунд
18. 1972 — Инженер Прончатов — Касьян Демидович Куренной, начальник строительного участка
19. 1972 — Следствие ведут ЗнаТоКи. Шантаж (Дело № 6) — «Чистодел» Сергеев Пётр Иванович
20. 1973 — Анискин и Фантомас — Яков Власович, директор средней школы
21. 1973 — Райские яблочки — эпизод
22. 1974 — Блокада (фильмы 1-2 «Лужский рубеж», «Пулковский меридиан») — Борис Михайлович Шапошников, начальник Генштаба
23. 1974 — Вот такие истории — Василий Семёнович Лапшин, брат Александра
24. 1974 — Господин Пунтила и его слуга Матти — Сурккала
25. 1974 — Невольницы[3]
26. 1976 — Марк Твен против… — Патрик, наборщик газеты «Энтерпрайз»